# CMU (band)
CMU was een Britse muziekgroep uit de begin jaren 70.
CMU stond voor Contemporary Music Unit en was een soort muziekcollectief , dat een mengeling speelde van lichte jazz en folk. In die jaren kwam echter ook de progressieve rock op en een aantal bands speelde daarbij leentjebuur. Zo schoof ook CMU richting de progressieve rock op zonder dat het daarbij ooit ingedeeld werd, ze bleef voornamelijk steken in folky jazz. Blikvanger van de band van Larraine Odell, destijds waren het binnen de progressieve rock alleen maar mannen. Veel dromen had voor de fans geen zin; haar man Roger Odell speelde ook in CMU.
CMU ontstond in de regio rondom Cambridge rondom basgitarist Ed Lee. Roger en Larraine waren een van de eersten die zich bij hem aansloten. De eerste samenstelling bestond uit:
- Larraine Odell – zang
- Terry Mortimer – gitaar, toetsinstrumenten, altviool
- Ed Lee – basgitaar
- James Gordon- zang, percussie
- Roger Odell – slagwerk.

CMU speelde op allerlei gelegenheden, voornamelijk universiteiten en kwam zo onder de aandacht van Transatlantic Records. CMU ging in op een aanbieding van die kant, mede doordat Transatlantic destijds ook Pentangle onder haar hoede had.
Het eerste album werd uitgebracht maar bracht niet het gewenste succes. De Odells bleven over in CMU, de overigen gingen verder onder de naam Trident. Odell verzamelde de volgende musici om zich heen:
- Larraine Odell – zang
- Steve Cook – basgitaar
- Leary Hasson – toetsinstrumenten; hij kwam van Marsupilami;
- Ian Hamlett – dwarsfluit, gitaar
- Richard Joseph – gitaar en zang

In deze samenstelling hield de band het uit tot eind 1973. Larraine en Roger verwachtten hun eerste kind en het verwachte en gehoopte succes op muzikaal gebied bleef uit:
- Larriane werd (weer) jazz-zangeres en trad in 2010 nog steeds op;
- Steve Cook belandde voor korte tijd in Soft Machine
- Roger Odell werd studiomuzikant en kwam zo in aanraking met Tina Charles en met de groep Tracks, waarin een jonge Trevor Horn speelde; uiteindelijk richtte Roger Odell samen met Joseph Shakatak op;
- Joseph werd weer veel later componist van muziek van computerspelletjes;
- Hasson speelde in allerlei bandjes en trad anno 2010 nog steeds op.

## Discografie
- 1971: Open spaces
- 1973: Space cabaret